# Skyblasters
Skyblasters est un big band belge de reggae, originaire de Gand. Ils sont considérés le plus légendaire groupe de reggae belge,.

## Histoire
Skyblasters est un big band formé en 1984 à Gand. Les deux premières années sont marquées par de nombreux changements de musiciens. Finalement, Patrick De Witte et Edward Buadee (Ghana) sont les seuls à rester. Ils s'entourent de musiciens gantois, dont Prince Far Out (toaster ragga-dub), Peter Heylbroeck (guitare, compositeur), Jacky De Clerck (basse), Johan Heyerick (claviers) et Yves Devleesschauwer (guitare, composition), complétés par une section de cuivres. Le collectif, qui compte alors 12 membres, gagne en popularité à Gand vers 1986 grâce à son mélange de reggae et de musique pop.
Les premiers singles vinyle (Trip Into the Past et  Moving People) attirent l'attention des organisateurs de concerts et de festivals en Flandre. Le groupe se produit aux Gentse Feesten, Pukkelpop, Lokerse Feesten, Sfinks Festival, Seaside Festival, Sjock Festival et Mano Mundo. Le 10 octobre 1986, ils enregistrent un concert à guichets fermés au Vooruit de Gand. Cet enregistrement est publié en mai 1987 sous le titre The Dirty Dozen is Alive and Well, abréviation de Skyblasters Live. Le titre Johnny B. Goode (une reprise de Chuck Berry dans la version reggae existante de Peter Tosh) est sorti en single. Skyblasters fait alors son entrée à la radio et à la télévision nationales belges.
En 1988, Livin' in Limbo sort son premier album studio. Le single Fallen Flowers est diffusé sur les radios nationales, mais c'est surtout le morceau d'ouverture Bolero (d'après une composition de Ravel), qui devient Kill our Pain, qui suscite l'intérêt des médias. Peu avant le début d'une tournée européenne promotionnelle, Joris Angenon est nommé guitariste solo permanent en remplacement d'Yves Devleesschauwer, qui a des problèmes de santé. Skyblasters partage la scène de divers festivals avec des groupes tels que The Wailers, Black Uhuru, Working Week et Aswad. En 1989, le troisième album, Crossing the Line, sort. Le groupe reprend les tournées européennes.
La tournée brésilienne annoncée pour 1990 est annulée pour des raisons financières. Peu après, Skyblasters annonce qu'il quitte le groupe. Le groupe se sépare. En 2005, le collectif organise une courte tournée de retrouvailles et sort Now and Then, une compilation de ses chansons les plus connues, complétées par quelques nouvelles chansons. Skyblasters fait ainsi ses adieux au public.
Le 19 février 2013, le cofondateur/batteur Patrick De Witte décède. Quelques membres restants de Skyblasters donnent un mini-concert unplugged lors de la soirée d'hommage du 1er mars 2014 au Vooruit de Gand, sans batteur remplaçant sur scène, mais avec le renfort de Martijn Bal au cajon. Ce concert donne lieu à un nouveau départ, bien qu'avec un line-up plus restreint et dans un format acoustique. Le groupe retrouve l'attention et, à l'occasion du 30e anniversaire du premier album live, auto-édite un deuxième album live en formule acoustique.
En janvier 2023, ils se produisent au VROB-podium. Skyblasters se produit le 16 septembre 2023 au Strandpaviljoen TWLF.

## Discographie

### Albums
- 1987 : The Dirty Dozen is Alive and Well (Skyblasters live)
- 1988 : Livin' in Limbo
- 1989 : Crossing the Line
- 2005 : Now and Then
- 2017 : 30 Years Live - Acoustic Bootleg Power

### Singles
- 1986 : Trip Into the Past / Pusher Man
- 1986 : Moving People / Moving People (dub version)
- 1987 : Johnny B. Goode / Mother Land
- 1987 : Don't Leave Me on A Sunday / Do It on A Monday (Don't Leave Me on A Sunday dub version)
- 1988 : Fallen Flowers / In this Life
- 1988 : From Now on / Make Me Feel So Hot / Chains and Walls
- 1989 : Sad Song / Sad Song (dub version)
- 1989 : Centerfold Blues / Walkman Man
- 2005 : A New Dream / Soul Finger (CD-R)

### Apparitions
- 1986 : Moving People sur la compilation Belgian Hits
- 1991 : Centerfold Blues sur la compilation 16 Belgian popsongs
- 2005 : Johnny B Goode sur la compilation Het beste uit de Belpop van de 1987
- 2013 : Trip Into the Past sur la compilation Eigen Kweek - 30 jaar Studio Brussel